# Kionocidaris
Kionocidaris is een geslacht van zee-egels uit de familie Cidaridae.

## Soorten
- Kionocidaris striata Mortensen, 1932